# Danderyd

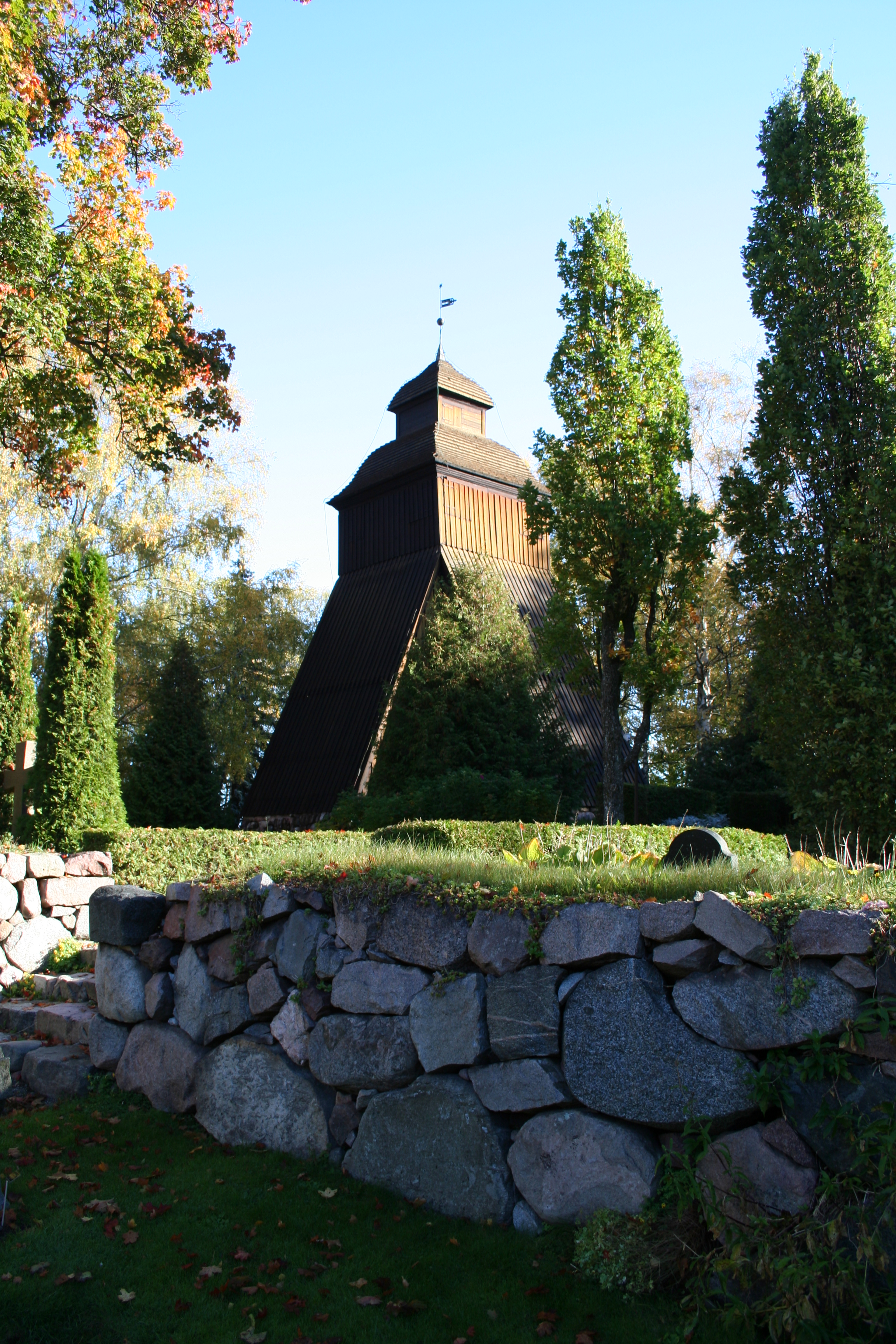
Glockenstapel der Kirche von Danderyd

Danderyd ist ein Gemeindeteil in der schwedischen Provinz Stockholms län und der historischen Provinz Uppland in der gleichnamigen Gemeinde Danderyd. Er gehört bereits seit vor 1960 zum tätort Stockholm.
Die Bevölkerung in der Gemeinde Danderyd gehört zu den wohlhabendsten des Landes und hat das höchste mittlere Pro-Kopf-Einkommen.

## Persönlichkeiten
- Ove Bengtson (* 1945), Tennisspieler
- Christian Lindberg (* 1958), Posaunist, Komponist und Dirigent
- Asta Kamma August (* 1991), schwedisch-dänische Schauspielerin
- Axel Björnström (* 1995), Fußballspieler
- Cecilia Malm (* 2002), Volleyballspielerin